# John Cooper (Komponist)
John Cooper (* ca. 1570; † 1626 in London), der sich in seinen Handschriften und Veröffentlichungen ausnahmslos John Coprario nannte und von Zeitgenossen und heute manchmal auch als „Giovanni Coperario“ zitiert wird, war ein englischer Musiker.

## Leben
John Cooper war ein bedeutender Komponist, Gambist und Lautenist. Aufgrund seiner Namensänderung wird oftmals vermutet, dass er Italien bereiste, doch gibt es dafür keine Belege. Cooper diente am Hof des Königs Charles I., dem er möglicherweise schon vor dessen Thronbesteigung Musikunterricht erteilte. Zu seinen Schülern gehören außerdem Henry und William Lawes.
Unter Coopers Werken finden sich (Gamben-)Fantasien, Suiten und andere Kompositionen für Gamben und Violinen, zudem zwei Liedersammlungen Funeral Teares (1606) und Songs of Mourning: Bewailing the Untimely Death of Prince Henry (1613). Er ist außerdem Verfasser einer Kompositionsanleitung Rules how to Compose. Daneben sind Trauergesänge und Psalmen, einige Tanzlieder (Villanellen) und etliche Fancies (Instrumentalbearbeitungen sakraler Musik) überliefert. Gerade mit letzteren übte er gewissen Einfluss auf die Entwicklung der Triosonate aus.